# Famitsu
Famitsu är en japansk tidning som skriver om TV-spel.
Tidningen hette från början Family Computer Tsushin (ファミリーコンピュータ通信, famirii konpyuuta tsuushin)